# Abronia anzuetoi
Abronia anzuetoi es una especie de lagarto de la familia Anguidae.

## Distribución geográfica y hábitat
Es endémico del departamento de Escuintla en Guatemala. Su rango altitudinal oscila entre 1219 y 2286 m s. n. m..

## Estado de conservación
Se encuentra ligeramente amenazada por la pérdida de su hábitat natural. En febrero de 2024, un incendio devastador azotó el área protegida del Volcán de Agua, consumiendo más de 50 hectáreas de terreno. Los analistas expresaron su profunda preocupación por la conservación y el futuro de las especies endémicas en la región, en especial por la abronia anzuetoi que solo existe en la falda sur y oeste del mencionado volcán.